# Cuarteto de cuerda n.º 6 (Mendelssohn)
El Cuarteto de cuerda nº. 6, Op. 80 en fa menor, de Felix Mendelssohn, fue compuesto en 1847. Fue la última gran pieza que completó el músico, que moriría dos meses después, el 4 de noviembre de 1847. Compuso la pieza como un homenaje a su hermana Fanny, que había muerto el 17 de mayo de ese año y le puso el título de Requiem por ella. El manuscrito original se conserva en la Biblioteca Jagiellońska de Cracovia (Polonia).

## Historia
Compuesto durante los últimos meses de la vida del compositor, durante este período, Mendelssohn describió su estado de ánimo a un visitante como «gris sobre gris», el impulso creativo para la más oscura de las obras de Mendelssohn fue la muerte de su querida hermana Fanny. Había muerto durante un ensayo de 'Erste Walpurgisnacht' de su hermano y al enterarse de su muerte dos días después del hecho, Mendelssohn gritó y cayó al suelo. La pérdida llenó de dolor el breve resto de la vida del compositor.
Convencido de viajar a Suiza para descansar, Mendelssohn se dedicó a pintar acuarelas. Es durante esta estancia cuando compone el cuarteto en Fa menor. El cuarteto sólo es seguido por unas cuantas canciones, la última de las cuales se cierra con las líneas «sólo sufro dolor, voy a sufrir sin fin, ya que, lo más querido, debes separarte de mí y yo de ti».

## La relación con los cuartetos de Beethoven

### Los movimientos I-II y elCuarteto serioso
No es casualidad que el cuarteto Op. 80 esté en la misma tonalidad que el Cuarteto serioso, Op. 95 de Beethoven. Comparte con esa obra una atmósfera de angustia y presentimiento, aunque el enigmático final del cuarteto de Beethoven no encuentra en este ninguna música análoga, la obra de Mendelssohn se aferra tenazmente al modo menor a través de sus acordes finales, sin tener una pizca de catarsis . Mendelssohn siempre ha sido un maestro del estado de ánimo agitato (por ejemplo, el inicio del cuarteto menor, Op. 44 N.º 2, o de cualquiera de los dos tríos de piano), pero aquí encuentra una cualidad nueva y más abstracta, a menudo divorciada de la inspiración melódica . La pieza se abre con una sensación trémula de portento, pura ansiedad e inquietud. Es una tormenta interior, y los temas que siguen luchan con desesperación. Se siente el desafío de la negación frente a la muerte, así como el sufrimiento. El primer movimiento es incesantemente impulsado e inestable incluso en los momentos más líricos.
Mendelssohn es bien conocido por su inimitable marca de scherzo, personificada por el de Sueño de una noche de verano, evocando el polvo de hadas mágico y el baile de hadas. El scherzo del cuarteto menor no revela ningún indicio de tal ligereza, está lleno de sincopaciones casi brutales y puñaladas. Aquí vuelve a la mente el scherzo del Op. 95 De Beethoven, con su similar sentido de terror. La textura de la sección del trío es desolada, con los instrumentos más bajos tocando en octavas una línea de passacaglia mientras que los violines tocan una consonancia fantasmal. Si hay baile de espíritus aquí es el baile de los demonios, espantoso y oscuro.

### El movimiento III y el cuartetoOp.59 No. 1
El movimiento lento y profundamente sentido pudo haber sido modelado después del monumental movimiento lento del cuarteto de Beethoven Op. 59 No. 1, compartiendo su amplitud y gran sentido de tristeza. Es interesante reflexionar si Mendelssohn sabía las palabras que Beethoven había escrito sobre el boceto de este movimiento: "un sauce llorón o árbol de acacia en la tumba de mi hermano." Se abre con una línea de bajo, contestada por un suspiro tembloroso comenzando así el Material melódico del primer violín.

### El movimiento IV
Por último, en el final de este cuarteto no se encuentra gran solidez, con figuras amenazantes y retumbantes que subrayan las líneas melódicas. Temblor abstracto del alma. Se trata de una inquietud psicológica destilada, desprovista de cualquier voz humana. Eventualmente aparece un ritmo salvaje de tresillo en el primer violín, un intento desesperado de liberarse de la desolación.

## Desenlace
Dos meses después de componer el cuarteto, Felix seguiría el destino de su hermana, padre y abuelo, muriendo de un derrame cerebral a los 38 años. Si se conecta este escenario biográfico con la música abstracta de su cuarteto de cuerdas, no se puede negar el efecto de agonía que envuelve una elegía amorosa dentro.
El cuarteto se interpretó por primera vez en privado el 5 de octubre de 1847, en presencia de Ignaz Moscheles. La primera actuación en público fue el 4 de noviembre de 1848 en Leipzig con el violinista Joseph Joachim. La partitura fue publicada por Breitkopf & Härtel como Opus póstumo, en 1850.